# Sarayut Chaikamdee
Sarayut Chaikamdee (Thai: ศรายุทธ ชัยคำดี; * 24. September 1981 in Khon Kaen) ist ein thailändischer Fußballtrainer und ehemaliger Fußballspieler.

## Karriere

### Spieler

#### Verein
Sarayut Chaikamdee erlernte das Fußballspielen in den Schulmannschaften der Nonsaard Witayakan School, dem Phon Technical College sowie in der Jugendmannschaft von Air Force Central. Seinen ersten Vertrag unterschrieb er 2001 beim Singhtarua FC in der thailändischen Hauptstadt Bangkok. Der Verein spielte in der höchsten Liga des Landes, der Thai Premier League. 2005 wechselte er nach Vietnam. Hier schloss er sich Pisico Bình Định aus Quy Nhơn an. Nach zwei Jahren in der vietnamesischen V-League kehrte er zurück nach Thailand und spielte eine weitere Saison bei seinem vorherigen Verein Singhtarua FC. 2008 wechselte er zwei Jahre zum FC Osotspa M-150 um 2010 wieder zu Singhtarua FC zurückzukehren. 2011 wechselte er zum Ligakonkurrenten Bangkok Glass FC. 2012 spielte er die Hinserie für Army United in der ersten Liga, die Rückserie für den Bangkok FC in der zweiten Liga. Anfang 2013 schloss er sich dem Erstligisten BEC–Tero Sasana FC an. Hier spielte er auch die Hinserie. Zur Rückserie wurde er den ebenfalls in der ersten Liga spielenden Samut Songkhram FC nach Samut Songkhram ausgeliehen. Der Erstligist Sisaket FC aus Sisaket nahm ihn 2014 unter Vertrag. Sein Jugendverein Air Force Central nahm ihn ab 2015 wieder unter Vertrag. Über den Khon Kaen United FC wechselte er 2017 zu seinem letzten Verein Chainat Hornbill FC nach Chainat. Hier beendete er Ende 2017 seine aktive Fußballerkarriere.

#### Nationalmannschaft
Von 2003 bis 2011 spielte er 49-mal für die thailändische Fußballnationalmannschaft.

### Trainer
Im März 2018 übernahm Sarayut Chaikamdee das Traineramt beim Khon Kaen United FC. Der Verein aus Khon Kaen spielte in der vierten Liga des Landes. Mit Khon Kaen spielte er in der North/Eastern Region der Liga. Am Ende der Saison wurde er mit Khon Kaen Vizemeister und stieg anschließend in die dritte Liga auf. In Khon Kaen stand er bis Ende April 2019 unter Vertrag. Ende November 2019 übernahm er den Viertligisten Bankhai United FC. Mit dem Verein aus Ban Khai trat er in der Eastern Region der Liga an. In Bankhai stand er bis Ende Oktober 2020 unter Vertrag. Über die kurzen Stationen als Technischer Direktor beim Zweitligisten Sisaket FC und dem Drittligisten Wat Bot City FC unterschrieb er im Juni 2022 einen Vertrag beim Drittligaaufsteiger Samut Sakhon City FC.

## Auszeichnungen

### Spieler
- 2002/2003 – Torschützenkönig Thai Premier League
- 2004/2005 – Torschützenkönig Thai Premier League

## Erfolge

### Trainer
Khon Kaen United FC
- Thai League 4 – North/East: 2018  ▲